# 东回镇 (澜沧县)
东回镇，是中华人民共和国云南省普洱市澜沧拉祜族自治县下辖的一个乡镇级行政单位。
2012年12月28日，云南省人民政府批复同意撤销东回乡，设立东回镇。

## 行政区划
东回镇下辖以下地区：
东岗村、阿永村、班利村、回弄村、南翁村和改新村。